# Schlimia garayana
Schlimia garayana är en orkidéart som beskrevs av Herman Royden Sweet. Schlimia garayana ingår i släktet Schlimia och familjen orkidéer. Inga underarter finns listade i Catalogue of Life.